# 拉惹依德利斯
拉惹依德利斯，马来西亚政治人物，国阵巫统籍，曾经为雪兰莪州议会双溪亚依大华、沙白州议员。

## 政治生涯
已担任5届州议员，不会2013年大选披甲上阵。